# Nicole de Moor

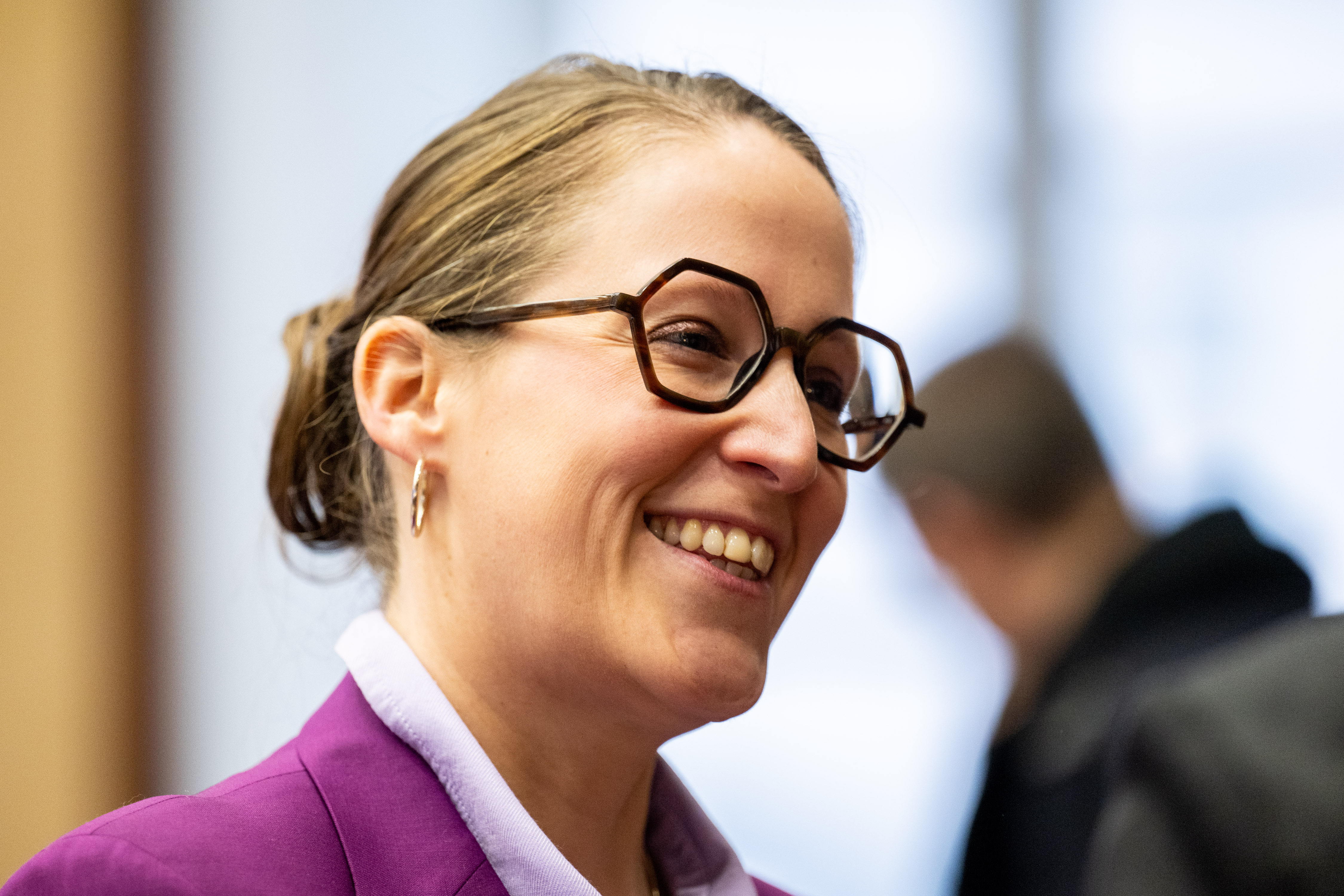
Nicole de Moor

Nicole de Moor (* 18. Januar 1984 in Sint-Niklaas, Belgien) ist eine belgische Politikerin der CD&V, eine christlich-demokratische Partei in Flandern. Sie war vom 28. Juni 2022 bis zum 3. Februar 2025 Staatssekretärin für Asyl und Migration in der Regierung Vivaldi. In dieser Funktion wirkte sie an der belgischen EU-Ratspräsidentschaft 2024 mit und spielte eine führende Rolle beim Europäischen Pakt für Migration und Asyl.

## Leben
Nicole de Moor erwarb 2007 einen Master in Rechtswissenschaften an der Universität Gent und 2008 einen zusätzlichen Master in europäischem und internationalem Recht an der Universität Amsterdam. Dort spezialisierte sie sich auf das internationale Flüchtlingsrecht. Sie begann ihre Karriere als Rechtsberaterin beim Flämischen Zentrum für Minderheiten. Von 2009 bis 2013 war sie Doktorandin an der UGent und spezialisierte sich auf das internationale, europäische und nationale Asyl- und Migrationsrecht. Im Jahr 2014 promovierte sie in Rechtswissenschaften mit einer Arbeit über internationale Migration aufgrund von Umweltzerstörung. Anschließend arbeitete sie bis Ende 2014 als Schutzbeauftragte im Büro des Generalkommissars für Flüchtlinge und Staatenlose (CGRS). Sie war Mitglied des Verwaltungsrats von Enabel, der belgischen Entwicklungsagentur. Im Jahr 2021 wurde sie Mitglied des Verwaltungsrats des Königlichen Flämischen Theaters, ein Mandat, das sie mit ihrer Ernennung zur Staatssekretärin niederlegte. Sie ist außerdem Mitglied der VVN (Vereinigung der Vereinten Nationen). 

### Politische Laufbahn
De Moor begann ihre politische Karriere als Migrationsberaterin in den Kabinetten mehrerer CD&V-Minister, darunter Kris Peeters, Nathalie Muylle und Koen Geens. Im Jahr 2020 wurde sie Kabinettschefin des Staatssekretärs für Asyl und Migration Sammy Mahdi.
Im Juni 2022 wurde sie von CD&V für die Nachfolge von Sammy Mahdi als Staatssekretärin für Asyl und Migration nominiert. Sie legte am 28. Juni 2022 den Amtseid in den Händen von König Philipp ab.

### Staatssekretärin für Asyl und Migration
Während ihrer Amtszeit setzte sich de Moor für die Reform der belgischen Migrationspolitik ein und schlug ein völlig neues Migrationsgesetz sowie Maßnahmen zur besseren Unterstützung von Menschen vor, die in ihre Herkunftsländer zurückkehren müssen. Sie setzte sich auch für eine engere europäische Zusammenarbeit im Bereich der Migration ein und arbeitete auf eine Einigung über einen Europäischen Pakt für Migration hin, der während der belgischen EU-Ratspräsidentschaft angenommen wurde.

### Kandidatin für das Amt des Hohen Flüchtlingskommissars der Vereinten Nationen (UNHCR)
Im 2025 wurde offiziell bestätigt, dass Nicole de Moor für das Amt des Hohen Flüchtlingskommissars der Vereinten Nationen (UNHCR) kandidiert. Sie wird von ihrer Partei und der Europäischen Volkspartei (EVP) sowie von der belgischen föderalen Regierung unter Premierminister Bart De Wever unterstützt. Sollte sie gewählt werden, würde sie die Nachfolge des derzeitigen Hohen Kommissars Filippo Grandi antreten, dessen Mandat Ende 2025 ausläuft.